# L'illa de despús-ahir
L'illa de despús-ahir (en l'edició original en italià: L'isola del giorno prima) és una novel·la d'Umberto Eco publicada el 1994.
Està ambientada al segle xvii. El protagonista, un jove aristòcrata italià nàufrag al Pacífic, es refugia en un vaixell abandonat al costat de la línia de canvi de data. En la solitud rememora les seues vivències i el seu passat.

## Argument
Roberto de la Grive, entre juliol i agost de 1643, després d'un naufragi, vaga durant dies en una bassa fins a trobar una nau, la Daphne, que és en una badia a una milla d'una illa. La nau és aparentment deserta. A poc a poc, mentre duu a terme la inspecció del vaixell, observant l'entorn, recupera les forces i escriu cartes a una «senyora» narrant els successos esdevinguts i els episodis passats.